# Berlád
Berlád (románul Bârla, németül Biereldorf, erdélyi szász nyelven Birldref) település Romániában, Beszterce-Naszód megyében.

## Fekvése
A megye délkeleti részén fekszik, Sajónagyfalu és Nagysajó között, Sajószentivánnal összeépülve.

## Története, lakossága
A települést 1319-ben említették először Barla néven, ekkor a Kácsik nemzetség birtoka volt. Károly Róbert király rövidesen hűtlenség vádja miatt elkobozta tőlük és 1323-ban Szécsenyi Tamás erdélyi vajdának adományozta. Jelenlegi nevét először 1808-ban említették.
A település a trianoni békeszerződésig Beszterce-Naszód vármegye besenyői járásához tartozott.
Az 1910-es népszámláláskor 437 fős lakossága volt, ebből 425 román, 10 magyar, 1 német és 1 egyéb nemzetiségű volt.
2002-ben 385 lakosából 383 román, 2 magyar nemzetiségűnek vallotta magát.